# Brause (Unternehmen)
Die Brause GmbH mit Sitz in Iserlohn war eine Herstellerin von Schreibfedern und Inhaberin der Marke Brause. Heute gehört die Marke Brause zum Unternehmen Clairefontaine-Rhodia. 

## Geschichte
Im Jahr 1850 wurde das Unternehmen gegründet und stellte Nadeln und Fahrradspeichen her. Ab 1895 wurden Zeichen-, Schreib-, Ornament- und Kalligraphiefedern aus Stahl produziert. Eigenen Angaben zufolge wurden bisher über 400 verschiedene Produkte entwickelt, darunter u. a. eine für Musiker interessante Spezialfeder, mit der sich in einem Zug die fünf Linien des Notensystems zeichnen lassen. Derzeit stehen insbesondere hochwertige Kalligraphie- und Schreibfedern im Mittelpunkt. 

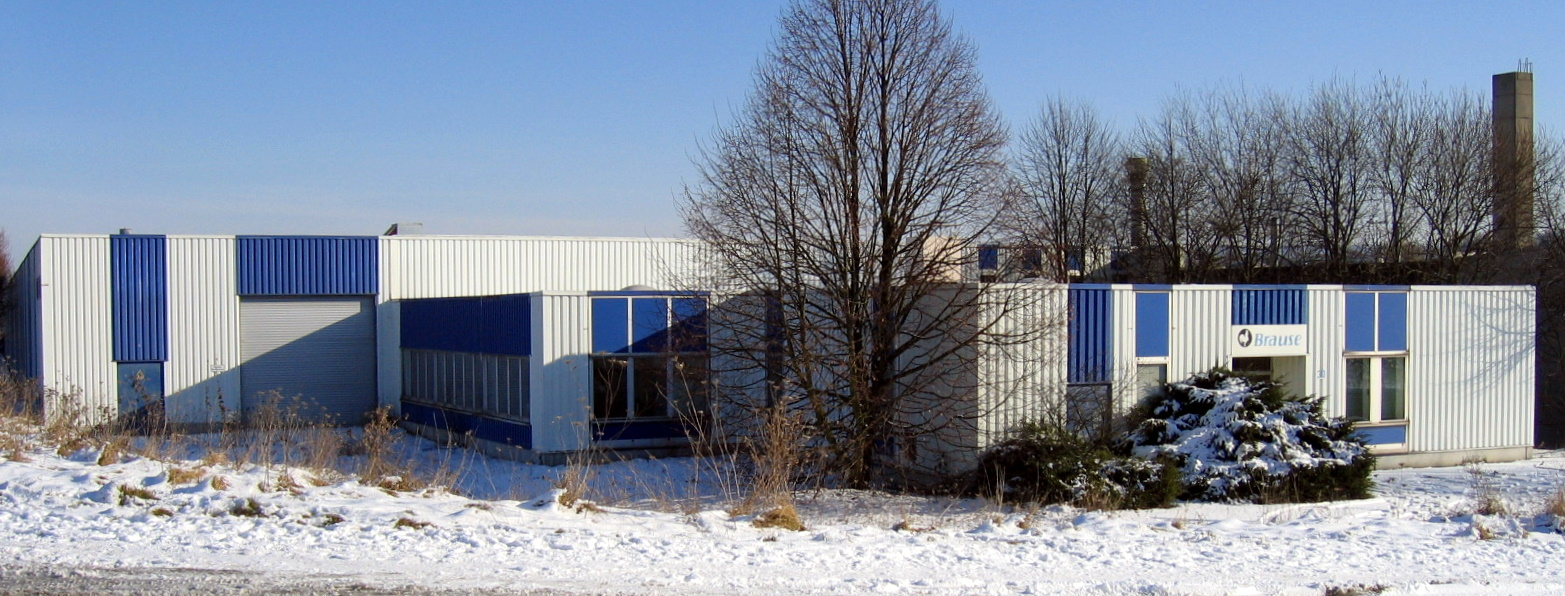
Neues Fabrikgebäude
in Iserlohn-Sümmern

Das alte Fabrikgebäude in der nach dem Unternehmen benannten Brausestraße im Osten der Iserlohner Innenstadt ist ein technisches Kulturdenkmal. Am 18. April 2008 wurde ein Liquidator bestellt und im Handelsregister eingetragen; am 11. Dezember 2009 wurde die Firma aus dem Handelsregister gelöscht. Die Brause Produktion GmbH gehörte später zum französischen Konzern. Seit 2021 gehört Brause zu Clairefontaine-Rhodia und es werden weiterhin die Brause-Federn in Iserlohn hergestellt. 

## Marketing
Das Firmenlogo ist ein Hahn in einem Kreis, dieses Logo und der Name Brause sind auf den Federn eingraviert; ein früherer Markenname für die Federn war Brause Hahn.  Ein Werbeslogan, der noch heute am ehemaligen Fabrikgebäude zu sehen ist, lautete: „Die beste Feder, lieber Sohn, ist die von Brause – Iserlohn“, ein anderer war: „Alle Mädchen, alle Knaben wollen Brausefedern haben!“  Der Hahn ist noch Teil des Brause-Logos. 

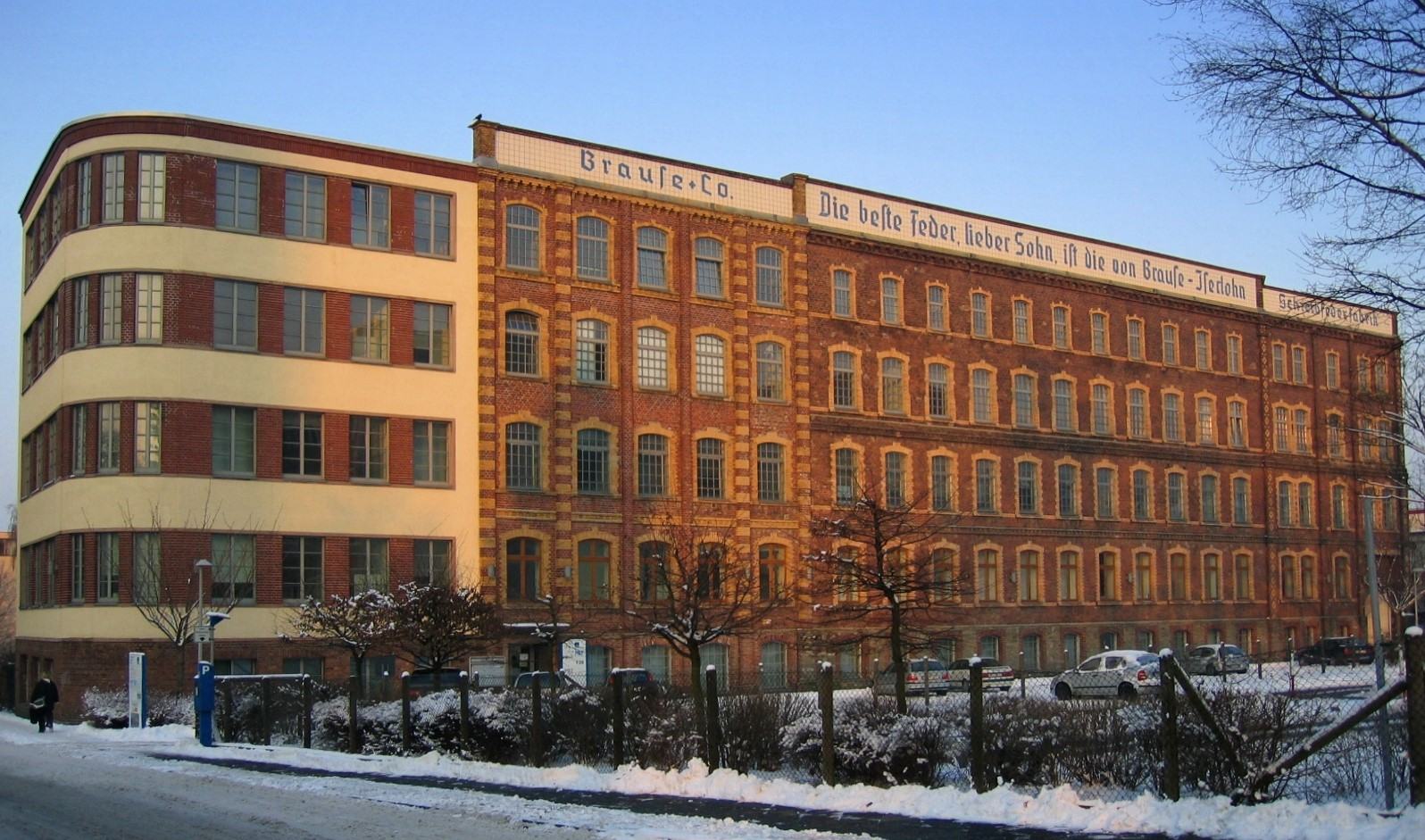
Altes Fabrikgebäude
in der Brausestraße im Osten der Iserlohner Innenstadt

## Brause Verlag (Auswahl)
- Arnold Lämmel: Elemente des Schreibens. Brause Verlag, Iserlohn 1951
- Rudolf Herbst: Die Schrift der linken Hand. Brause Verlag, Iserlohn 1942
- Hans Kühne: Typographisches – Skizzieren und Drucksachen entwerfen. Brause Verlag, Iserlohn o. J.
- Albert Kaempffe: Das ABC der Kunstschrift. Eine Anleitung zum leichten Erlernen der Kunstschriftformen für Schule und Beruf. Achte und neunte Auflage herausgegeben von der Schreibfederfabrik Brause & Co. Iserlohn o. J.